# ريدينغتون شورز
ريدينغتون شورز (بالإنجليزية: Redington Shores)‏ هي مدينة أمريكية تقع في ولاية فلوريدا. تبلغ مساحة هذه المدينة 3.1 (كم²)،ويبلغ عدد سكانها 2121 نسمة حسب إحصاء سنة 2010 م 2121.تشير إحصاءات سنة 2000م بأن الكثافة السكانية في هذه المدينة تقدر بـ(auto) نسمة/كم2 